# Giorgio Ariani
Giorgio Ariani (* 26. Mai 1941 in Ferrara; † 5. März 2016 in Empoli) war ein italienischer Komiker und Schauspieler.

## Leben
Ariani wuchs in Florenz auf und widmete sich nach der Schulzeit dem Kabarett. Das Fernsehen bot ihm Gelegenheit, in Sendungen wie Buccie di banana, Supersera oder Ci pensiamo lunedì seine von Gutmütigkeit, aber auch Sarkasmus und Kumpelhaftigkeit geprägten Monologe zu präsentieren. Groß- und breitgewachsen, gab er auch Imitationen von Oliver Hardy (neben Enzo Garinei als Stan Laurel). Vor allem zu Beginn der 1980er Jahre war er in einigen Kinofilmen zu sehen. In den 1980er Jahren spielte er mit Gino Bramieri und Paola Quattrini auch Theater.
Er arbeitete auch als Synchronsprecher und etablierte sich im neuen Jahrtausend als Charakterdarsteller.

## Filmografie (Auswahl)
- 1982: Das verrückteste U-Boot der Welt (Il sommergibile più pazzo del mondo)